# Nokia N72

N72 se bazează pe platforma S60 cu sistemul de operare Symbian v8.1.
Nokia N72 are Bluetooth 2.0, Pop-Port, cameră de 2 megapixeli, radio FM și suportă jocuri Java. Slotul de memorie suportă carduri RS-DV-MMC până la 2 GB și are card de 128 MB inclus.

## Design
Pe partea de sus are semnul NOKIA chiar deasupra capacul obiectivului camerei. Această parte al telefonului este realizată din plastic negru lucios cu ornamente gri.
În partea de jos se află butonul de eliberare a capacului bateriei.
Partea dreapta adăpostește butonul de fotografiere a camerei și slotul cardului de memorie.
Cardul de memorie este de tip Multimedia Card (RS-DV-MMC).
În partea superioară, Nokia N72 are doar butonul de Pornire/Oprire și schimbare Profiluri. 
În partea de jos se află Nokia Pop-port și mufa de încărcare.

## Multimedia
Nokia N72 are o camera de 2 megapixeli cu zoom digital de 20x și bliț LED.
RealPlayer-ul suportă formatele  AMR NB/BM AMP/AAC/RealAudio/RealVideo/MPEG4 și H263.
Este echipat cu radio FM și cu aplicația Visual Radio.
Player-ul de muzică suportă formatele MP3/AAC/eAAC și eAAC+.

## Conectivitate
Nokia N72 dispune de GPRS și EDGE, ambele caracteristici de conectivitate fiind de clasa 10.
Pentru transferurile pe distanțe scurte N72 suportă Bluetooth.
suportă USB 2.0 cu un cablu de date Nokia. Browserul de Internet suportă xHTML și HTML.

## Caracteristici
- Ecran TFT de 2.1 inchi cu rezoluția de 176 x 208 pixeli
- Radio FM Stereo și aplicația Visual Radio
- Procesor TI OMAP 1710 tactat la 220 MHz
- Slot card RS-DV-MMC
- Camera foto de 2 megapixeli cu bliț LED
- Înregistrare video CIF la 15 cadre pe secundă
- Bluetooth 2.0
- Nokia Pop-Port
- PTT (Push to Talk)
- Sistem de operare Symbian OS 8.1, S60 v3.2 UI